# Carlos Haquim
Carlos Guillermo Haquim (San Salvador de Jujuy, 14 de julio de 1956) es un contador público y político argentino. Desde 2015 hasta 2023 ejerció como vicegobernador de la provincia de Jujuy.

## Biografía
Carlos Haquim,se recibió de contador público nacional en la Universidad Nacional de Jujuy en 1979 y fue profesor de la cátedra Legislación y Práctica Impositiva en las Escuelas de Comercio N.º 1 y 2 de Jujuy entre 1975 y 1995.

### Trayectoria política
Ocupó el cargo de jefe contable del Hospital Pablo Soria y fue asesor contable y contador general del Municipio de San Salvador de Jujuy.
Se desempeñó como director interventor del Banco de la Provincia de Jujuy y síndico titular en el mismo banco.
En 1995 fue elegido diputado nacional por Jujuy por el Frente Justicialista de Unidad Popular, hasta 1999.
Como secretario general, estuvo a cargo de la Defensoría del Pueblo de la Nación desde 2013 hasta 2015.

#### Vicegobernador de Jujuy (2015-2023)
Integrante del Frente Renovador, en las elecciones de 2015 fue candidato a vicegobernador de Jujuy, acompañando al radical Gerardo Morales, en alianza con varios partidos políticos formando el Frente Cambia Jujuy, resultaron electos con más del 58 % de los votos. El 10 de diciembre de 2015, Morales y Haquim juraron como gobernador y vice de Jujuy.
En marzo de 2016 fue elegido presidente del Partido Justicialista de Jujuy acompañado por Gaspar Santillán y Marcelo Nasif como vices.
En las elecciones de 2019 fue reelegido vicegobernador. En el 2023 Haquim recorrió Jujuy en apoyo a todos los candidatos de su partido Primero Jujuy dentro del frente Cambia Jujuy la cual integran desde 2015. Haquim también anunciaba que sería candidato a diputado provincial.

#### Diputado provincial
En las elecciones provinciales de Jujuy de 2023 resultó electo diputado provincial por su partido Primero Jujuy que es parte del Frente Cambia Jujuy, "después de 8 años de no poder hablar, en el recinto tendré la oportunidad de decir las cosas".